# Columbiana (Alabama)
Columbiana − miasto w południowo-wschodniej części Stanów Zjednoczonych, w Alabamie, stolica hrabstwa Shelby.

## Demografia
- Liczba ludności: 4812 (2023)[1]
- Gęstość zaludnienia: 122,1 os./km² (2023)
- Powierzchnia: 39,4 km² (2023)

Według spisu dokonanego w 2000 roku przez United States Census Bureau miasto zamieszkiwało 3 316 mieszkańców. Było tam 1 260 gospodarstw domowych, które zamieszkiwało 868 rodzin. Gęstość zaludnienia wynosiła wtedy 34,9 os./km². W mieście wybudowanych było 1 372 domów (ich gęstość to 34,9 domu/km²).
Podział mieszkańców według ras (stan na 2000 rok):
- 78,59% − Biali
- 19,60% − Afroamerykanie
- 0,24% − rdzenni Amerykanie
- 0,15% − Azjaci
- 0,03% − z wysp Pacyfiku
- 0,66% − inne rasy
- 0,72% − z dwóch lub więcej ras
- 1,99% − Hiszpanie lub Latynosi